# Theatops californiensis
Theatops californiensis är en mångfotingart som beskrevs av Chamberlin 1902. Theatops californiensis ingår i släktet Theatops och familjen Cryptopidae. Inga underarter finns listade i Catalogue of Life.